# Mineralsyra
En mineralsyra eller oorganisk syra är en syra som inte innehåller kol. Mineralsyror varierar från mycket starka syror som supersyran fluorsvavelsyra till mycket svaga syror som t ex borsyra. Alla vätehalider är mineralsyror.

## Exempel
- Svavelsyra
- Saltsyra
- Salpetersyra
- Fosforsyra
- Borsyra
- Fluorvätesyra